# Babken Sarkisow
Babken Sarkisow (ur. 8 grudnia 1913 w Şuşy, zm. 4 lutego 1999 w Erywaniu) – radziecki i armeński polityk, przewodniczący Prezydium Rady Najwyższej Armeńskiej SRR w latach 1975-1985.
Od 1929 ślusarz w zakładach mechanicznych w Baku, 1938 ukończył Azerbejdżański Instytut Industrialny i został inżynierem, później starszym inżynierem i zastępcą głównego mechanika, od 1939 w WKP(b), od 1941 etatowy funkcjonariusz partyjny, 1944 ukończył Wyższą Szkołę Partyjną przy KC WKP(b), 1944-1955 pracował w aparacie KC, 1955-1961 sekretarz KC Komunistycznej Partii Armenii, 1961-1966 przewodniczący Państwowego Komitetu Rady Ministrów Armeńskiej SRR ds. Koordynacji Prac Naukowo-Badawczych, 1966-1970 minister transportu samochodowego Armeńskiej SRR, 1970-1975 przewodniczący Państwowego Komitetu Cen przy Radzie Ministrów Armeńskiej SRR. Od 4 lipca 1975 do 6 grudnia 1985 przewodniczący Prezydium Rady Najwyższej Armeńskiej SRR; od 1977 równocześnie zastępca przewodniczącego Prezydium Rady Najwyższej ZSRR. Deputowany do Rady Najwyższej ZSRR od 9 do 11 kadencji. 1976-1981 członek Centralnej Komisji Rewizyjnej KPZR, 1981-1986 kandydat na członka KC KPZR.

## Odznaczenia
- Order Lenina
- Order Rewolucji Październikowej
- Order Czerwonego Sztandaru Pracy
- Medal „Za obronę Moskwy”
- Medal „Za obronę Kaukazu”